# بيدرو سارمينتو دي جامبوا
بيدرو سارمينتو دي جامبوا كان مستكشف، مؤلف، مؤرخ، عالم رياضيات وفلكياً إسباني.